# Serapion (mercedariusz)
Serapion O.de.M. (ur. w 1179 w Londynie, zm. 14 listopada 1240 w Algierze) – święty Kościoła katolickiego, męczennik z „Zakonu Najświętszej Maryi Panny Miłosierdzia dla Odkupienia Niewolników”, ofiara prześladowań religijnych.

## Życiorys
Pochodził ze szlachty – jego ojciec, Rotland Szkot był kapitanem u Henryka II Plantageneta. Brał u boku rodzica udział w wyprawie krzyżowej Ryszarda Lwie Serce i wraz z nim dostał się do niewoli. Po uwolnieniu przystąpił do dworu Leopolda VI Sławnego i brał udział w wyprawie na Półwysep Iberyjski. Do walk z Maurami nie doszło, gdyż dotarł na miejsce wkrótce po zawarciu rozejmu. Uczestniczył w V wyprawie krzyżowej, a później dołączył do świty Elżbiety Hohenstauf i w jej orszaku spotkał Piotra Nolasco.
W 1222 wstąpił do zakonu założonego przez Piotra Nolasco i podjął działalność zgodną z celem, jaki przyjęli realizować, a polegającym na uwalnianiu chrześcijańskich niewolników z rąk muzułmanów. Początkowo w tym celu jeździł do Algieru, a później organizował zgromadzenie w Anglii. W czasie ostatniej wyprawy, z braku środków na wykup, oddał się w niewolę, w zamian przetrzymywanych niewolników. Ponieważ skutecznie prowadził ewangelizację, został najpierw ukrzyżowany na krzyżu świętego Andrzeja, a następnie poddany torturom, polegającym na wyłamaniu stawów wszystkich kończyn, rozcięciu jamy brzusznej i wywleczeniu wnętrzności, a na koniec ścięty.
Serapion jest patronem chorych na schorzenia stawów. W ikonografii chrześcijańskiej przedstawiany jest w habicie zakonu mercedariuszy, zaś jego atrybutami są: krzyż, miecz, oprawcy i narzędzia tortur: obcęgi, młot i sznury.
Papież Benedykt XIII zaaprobował kult świętego 14 lipca 1728 roku. Serapion jest pierwszym męczennikiem z Zakonu Najświętszej Maryi Panny Miłosierdzia dla Odkupienia Niewolników.
Dzienna rocznica śmierci jest dniem, kiedy wspominany jest w Kościele katolickim.